# Daniel Roche
Daniel Roche (ur. 26 lipca 1935, zm. 19 lutego 2023) – francuski historyk związany z Szkołą Annales. Zajmował się Francją XVIII wieku.

## Wybrane publikacje
- Le Siècle des Lumières en province: académies et académiciens provinciaux, 1689-1789, Paris-La Haye, Mouton, 1978, 2 vol., str. 395, 520; deuxième édition Paris, Maison des sciences de l'homme, 1989.
- Le Peuple de Paris: essai sur la culture populaire au XVIIIe, Paris, Aubier, 1981, str. 320; traduction italienne, Bologna, Il Mulino, 1986 ; traduction anglaise, London, Berg Berkeley, California University Press, 1987 ; rééd. Fayard, 1998.
- Journal de ma vie: édition critique du journal de Jacques-Louis Ménétra, compagnon vitrier au XVIII|e, Paris, Montalba, 1982, 431
- Les Français et l'Ancien Régime - La Société et l'État - Culture et Société, Paris, A. Colin, 1984, 2 vol., 384 et 392(en collaboration avec Pierre Goubert) ; traduction italienne, Milan, Jaca Books, 1987 ; deuxième édition 1993.
- Les Républicains des Lettres: gens de culture et Lumières au XVIII, Paris, A. Fayard, 1988, str. 394
- La Culture des apparences: essai sur l'histoire du vêtement aux sp-XVIIe XVIIIe, Paris, Fayard, 1989, 550; deuxième édition, Paris, Le Seuil, « Points Histoire », 1991.
- La France des Lumières, Paris, Fayard, 1993.
- Histoire des choses banales : naissance de la société de consommation, XVIIIe-XIXe, Paris, Fayard, 1997
- Les Écuries royales XVIe-XVIIIe, Association pour l'Académie d'art équestre de Versailles, Paris, 1998, 320
- Voitures, chevaux, attelages du sp-XVIe auXIXe, Association pour l'Académie d'art équestre, Paris, 2001, 368
- Humeurs vagabondes : de la circulation des hommes et de l'utilité des voyages, Paris, Fayard, 2003, 1031
- La Culture équestre de l'Occident, XVIe-XIXe, L'ombre du cheval : Tome 1, Le cheval moteur, Essai sur l'utilité équestre, vol. 1, Fayard, 2008, 479 (ISBN 2-213-63631-1 et 9782213636313)
- Histoire de la culture équestre, XVIe-XIXe, L'ombre du cheval : Tome 2, La gloire et la puissance, vol. 2, Fayard, 2011, str. 488 (ISBN 978-2-213-66607-5)

## Publikacje w języku polskim
- Historia ojców i ojcostwa, pod red. Jeana Delumeau i Daniela Roche'a, przeł. Jan Radożycki, Maria Paloetti-Radożycka, Warszawa: "Volumen" - Wydawnictwa Szkolne i Pedagogiczne 1995.